# 伊東亮大
伊東 亮大（いとう りょうた、1989年7月27日 - ）は、神奈川県大和市出身の元プロ野球選手（内野手）。左投左打。
身長は194cmで、NPBの球団へ所属した経験がある日本人野手としては、高橋智と並んで歴代で当時最も高かった。（2022年現在は、秋広優人の200cmが最も高い）
実弟は元プロ野球選手で、楽天球団職員（楽天イーグルスアカデミー・ジュニアコーチ）の伊東昂大。

## 経歴

### プロ入り前
幼稚園年長の時に野球を始め、上和田小学校では「大和隼球団」、上和田中学校では「横浜瀬谷ボーイズ」でプレーした。
桐光学園高校には投手として入学したが、肩を痛め1年生時の夏に一塁手に転向し、3年生時の夏の甲子園には三塁コーチとして出場した。
武蔵大学では2年生の春にレギュラーになり、3年生時の春季リーグでは、52打数24安打10打点、打率.462の成績で、首都大学野球リーグのベストナイン（一塁手）を獲得した。
日本製紙石巻での2年目の2013年、第84回都市対抗野球大会では全3試合に4番・指名打者として出場し、計10打数4安打3打点、打率.400の成績で、大会優秀選手に選ばれ、同年の社会人ベストナイン（指名打者）に選出された。その後外野手の練習を行い、2014年の第85回都市対抗野球大会は外野手としてJR東日本東北の補強選手に選ばれ、2回戦に5番・指名打者で先発出場し、3打数無安打だった。9月に韓国で行われた第17回アジア競技大会の野球日本代表に選出され、予選リーグのモンゴル戦では4番・指名打者で出場し、5打数4安打5打点を記録した。
2014年のプロ野球ドラフト会議で、東北楽天ゴールデンイーグルスから7巡目で指名。契約金4,000万円、年俸800万円（金額は推定）という条件で入団した。入団当初の背番号は46。なお、入団直後の12月14日には、一般女性との結婚を発表している。

### プロ入り後
2015年には、6月21日にプロ入り後初の出場選手登録を果たすと、23日の対オリックス・バファローズ戦（郡山総合運動場開成山野球場）9回裏に、代打で一軍にデビュー。9月27日の対埼玉西武ライオンズ戦（西武プリンスドーム）では、「7番・指名打者」として一軍で初めてスタメンに起用されると、5回表の第2打席で十亀剣からのソロ本塁打によって一軍初安打・初本塁打・初打点を記録した。一軍公式戦全体では、8試合の出場で、2本塁打、2打点、打率.273をマーク。イースタン・リーグの公式戦では、69試合の出場で、2本塁打、19打点、打率.237を記録した。
2016年には、一軍公式戦への出場機会がなく、イースタン・リーグ公式戦でも45試合の出場で、1本塁打、7打点、打率.167という成績にとどまった。シーズン終了後の10月24日に球団から支配下選手契約の解除を通告され、11月30日に、育成選手として契約を結ぶことで球団と合意。背番号を046に変更することも発表された。12月2日、自由契約公示された。
2017年には、支配下選手への復帰や一軍公式戦への出場には至らず、10月1日に自身2度目の戦力外通告を受け、10月31日、自由契約公示された。12月10日にTwitterで引退を表明した。
2021年8月に社会人野球のクラブチームWEEDしらおいに加入した。

## 選手としての特徴・人物
長打力と俊足が武器の大型内野手。
名前の亮太は両親から「大きくなるように」という願いを込められて名付けられた。

## 詳細情報

### 年度別打撃成績
| 年 度    | 球 団    | 試 合 | 打 席 | 打 数 | 得 点 | 安 打 | 二 塁 打 | 三 塁 打 | 本 塁 打 | 塁 打 | 打 点 | 盗 塁 | 盗 塁 死 | 犠 打 | 犠 飛 | 四 球 | 敬 遠 | 死 球 | 三 振 | 併 殺 打 | 打 率 | 出 塁 率 | 長 打 率 | O P S |
| -------- | -------- | ----- | ----- | ----- | ----- | ----- | -------- | -------- | -------- | ----- | ----- | ----- | -------- | ----- | ----- | ----- | ----- | ----- | ----- | -------- | ----- | -------- | -------- | ----- |
| 2015     | 楽天     | 8     | 23    | 22    | 2     | 6     | 1        | 0        | 2        | 13    | 2     | 1     | 0        | 0     | 0     | 0     | 0     | 1     | 5     | 1        | .273  | .304     | .591     | .895  |
| NPB：1年 | NPB：1年 | 8     | 23    | 22    | 2     | 6     | 1        | 0        | 2        | 13    | 2     | 1     | 0        | 0     | 0     | 0     | 0     | 1     | 5     | 1        | .273  | .304     | .591     | .895  |

### 記録
- 初出場：2015年6月23日、対オリックス・バファローズ9回戦（開成山野球場）、9回裏に小山桂司の代打で出場
- 初打席：同上、9回裏に平野佳寿から一塁ゴロ
- 初先発出場：2015年9月27日、対埼玉西武ライオンズ24回戦（西武プリンスドーム）、7番・指名打者で先発出場
- 初安打・初本塁打・初打点：同上、5回表に十亀剣から右越ソロ
- 初盗塁：2015年10月2日、対千葉ロッテマリーンズ23回戦（QVCマリンフィールド）、2回表に二盗（投手：イ・デウン、捕手：田村龍弘）

### 背番号
- 46 （2015年 - 2016年）
- 046 （2017年）
- 0（2021年 - ）